# Adolfo Nicolás
Adolfo Nicolás Pachón (n. 29 aprilie 1936, Villamuriel de Cerrato⁠(d), Castilia și León, Spania – d. 20 mai 2020, Tōkyō, Japonia) a fost un preot spaniol. Între 19 ianuarie 2008 și 3 octombrie 2016 a fost superiorul general al ordinului iezuit dar a demisionat la vârsta de 80 de ani. În 1971 Adolfo Nicolás Pachón a obținut doctoratul în teologie la Universitatea Pontificală Gregoriană de la Roma, după care a predat teologia la Universitatea Sophia din Tōkyō.
Adolfo Nicolás Pachón a desfășurat o vastă activitate misionară în Asia.

## Legături externe
- Papa Negru, liderul ordinului iezuiților din care face parte și noul Suveran Pontif, Adevărul, 15 martie 2013